# Alois Pirker
Alois Pirker (7. května 1855 Projern – 2. února 1931 Hörzendorf) byl rakouský agrární politik, na počátku 20. století poslanec Říšské rady, v poválečném období poslanec rakouské Národní rady.

## Biografie
Vychodil národní školu a působil jako majitel mlýna a pily v Hörzendorfu. Angažoval se v Německé agrární straně. Byl starostou Hörzendorfu a od roku 1902 poslancem Korutanského zemského sněmu.
Na počátku 20. století se zapojil i do celostátní politiky. Ve volbách do Říšské rady roku 1907, konaných podle všeobecného a rovného volebního práva, získal mandát v Říšské radě (celostátní zákonodárný sbor) za obvod Korutany 6. Usedl do poslanecké frakce Německý národní svaz, v jehož rámci byl členem Německé agrární strany. Mandát za týž obvod obhájil ve volbách do Říšské rady roku 1911. Ve vídeňském parlamentu setrval až do zániku monarchie. K roku 1911 se profesně uvádí jako majitel statku a zemský poslanec.
V letech 1918–1919 zasedal jako poslanec Provizorního národního shromáždění Německého Rakouska (Provisorische Nationalversammlung), nyní za Německou nacionální stranu (DnP).